# Ульсен, Эгиль Рогер
Эгиль Рогер «Дрилло» Ульсен (норв. Egil Roger «Drillo» Olsen; род. 22 апреля 1942, Селлебакк, Эстфолл) — норвежский футболист и футбольный тренер. Один из основоположников понятия xG. Он известен благодаря очень успешной работе со сборной Норвегии. Он также тренировал сборную Ирака. В январе 2009 года он вернулся на пост тренера сборной Норвегии, где проработал до 2013 года.

## Карьера игрока
Ульсен был успешным футболистом и провёл 16 матчей за национальную сборную. Он получил прозвище «Дрилло» (сверло) за навыки ведения мяча и технику. По словам близкого друга футболиста, Нильса Арне Эггена, Ульсен мог бы сыграть больше матчей за сборную, если не Вильгельм Кмент, тогдашний тренер сборной Норвегии. Ему не нравились длинные волосы и неопрятный внешний вид Ульсена, а также его политические взгляды. Помимо футбола Ульсен хорошо играл в хоккей с мячом.

## Тренерская карьера
Ульсен управлял сборной Норвегии с 1990 по 1998 год, дважды выводил команду в финальную часть чемпионата мира: в 1994 и 1998 годах. При нём Норвегия дважды занимала второе место в рейтинге сборных ФИФА. После ухода со сборной он возглавил «Волеренгу», позже с 2005 по 2007 год он занимал должность клубного аналитика, затем работал на Expekt.com.
В 1995 году, будучи тренером Норвегии, Эгиль Ульсен использовал один из трёх своих голосов, чтобы номинировать норвежскую футболистку Хеге Риисе на премию Игрок года ФИФА. Впервые женщина была номинирована на мужскую футбольную премию.
В июне 1999 года 57-летний Ульсен решил попробовать себя в английском футболе, став тренером «Уимблдона». Сообщается, что он отказался от контракта с «Селтиком», чтобы возглавить лондонский клуб. Ульсен заявил, что его любимым футболистом в клубе был игрок сборной Уэльса Бен Тэтчер. Он оставался на посту менее года и был уволен незадолго до вылета клуба из Премьер-лиги, где команда выступала с 1986 года. Робби Эрл сказал, что «Ульсен просто не знал, как получить от нас максимум». После этого он вернулся в Норвегию.
19 мая 2007 года Олсен отклонил предложение от сборной Ирака, сославшись на напряжённый график. Однако президент Иракской федерации футбола пообещал не отказываться от идеи пригласить Ульсена, и 17 сентября тренер подписал контракт на три года. В феврале 2008 года Олсен был уволен, причём самому норвежцу об этом решении не доложили. Он несколькими способами попытался связаться с футбольным руководством страны, но получил ответ, когда уже был назначен новый тренер. Этот шаг иракцев был очень неожиданным, причиной, как сообщается, стала недостаточная строгость Ульсена.
14 января 2009 года было объявлено, что Олсен временно вернётся в сборную Норвегии, пока не найдётся преемник Оге Харейде. В первой игре под руководством Ульсена Норвегия в товарищеском матче в Дюссельдорфе с минимальным счётом обыграла Германию. Это была первая победа Норвегии над немцами после Олимпийских игр 1936 в Берлине. При Ульсене Норвегия в рейтинге ФИФА поднялась с 59-го места в 2009 году до 11-го места в 2011 году. 27 сентября 2013 года Эгиль Ульсен ушёл в отставку с поста тренера Норвегии после домашнего поражения в отборочном матче Кубка мира против Швейцарии.

## Тренерский почерк
Ульсена иногда называют «футбольным профессором» за его научный подход к игре. Он стал одним из первых тренеров, начавших использовать видеоанализ матчей. Он собирает статистические данные, чтобы узнать, какой стиль игры являются наиболее эффективным. Будучи тренером Норвегии, он утверждал, что в команде нет игроков, которые могут принести победу над лучшими командами. Норвегия должна компенсировать это лучшим стилем игры и максимальным использованием сильных сторон игроков. По иронии судьбы, его любимый стиль игры исторически часто называют примитивным.
Он пришёл к выводу, что обрезки играют важную роль и непосредственно приносят много голов, контратаки после обрезок должны осуществляться стремительно и максимально быстро, до того, как соперник организует свою защиту. По словам Ульсена, очень немного голов забиваются в игре против так называемой «организованной обороны». Большое количество поперечных передач и попытки играть в обороне короткими пасами и комбинациями увеличивают шанс обрезки, часто в опасных ситуациях. Его стратегия предусматривала длинные передачи защитников, когда ни один из нападающих не был открыт, защитники должны в этих случаях играть высоко, отдавая длинные передачи в сторону атакующих или фланговых игроков. Он использовал футболистов с хорошей игрой головой в качестве адресатов передачи на фланге, таких как Йостейн Флу. Это было в новинку на фоне стереотипа, что все фланговые игроки должны быть небольшими, быстрыми и техничными.

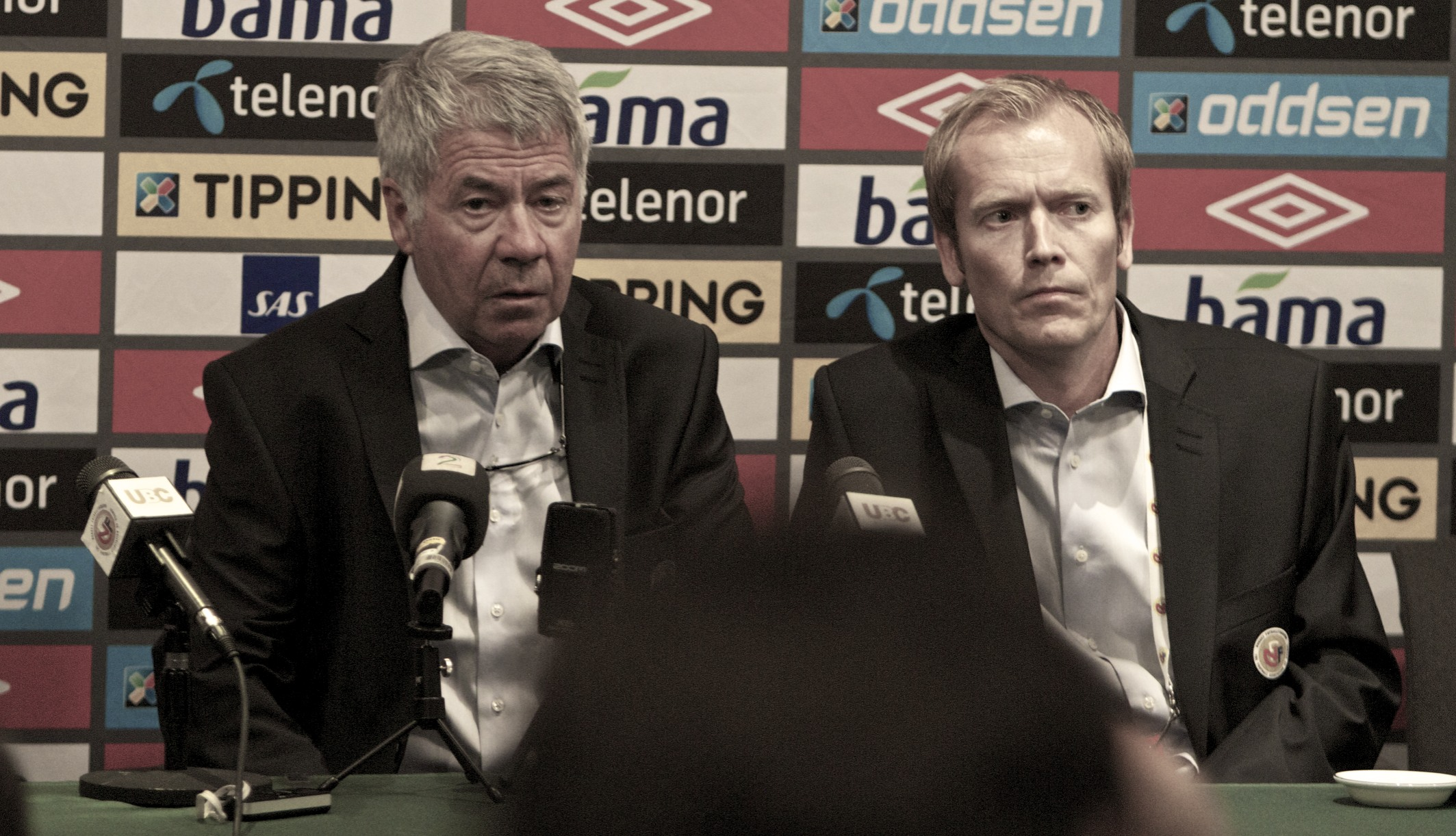
Ульсен на пресс-конференции после матча Норвегии против Англии в 2012 году

Он не любит статичных нападающих и утверждает, что форварды (в том числе без мяча) должны бегать как можно больше, когда их команда владеет мячом, против нескольких одновременно бегущих игроков очень сложно защищаться. Он также настаивает, что кинжальные передачи через оборону соперника следует использовать максимально часто и частые забегания в эту зону очень важны. Ему также принадлежит фраза «å være best uten ball» (рус. быть лучшим без мяча), которая получила известность в Норвегии. Первоначально она относилась к Эйвинну Леонардсену, который за время матчей делал большое количество пробежек без мяча.
Олсен также является ярым сторонником зональной обороны и предпочитает её персональной. Он также утверждает, что игроки с хорошо развитым определённым навыком (с очень хорошей скоростью, игрой головой, дриблингом, пасом и т. д.), в отличие от всесторонне развитых футболистов, играют важную роль в футболе.
Из-за длинных передач, использования схемы 4-5-1 и чрезвычайно хорошей защиты игру его команд стали называть скучной, даже в период выдающихся результатов на посту тренера сборной Норвегии. Тем не менее, со временем Норвегия постепенно отошла от этой философии, особенно в период побед над Бразилией в 1997 и 1998 годах.
Его тренерский стиль наряду с Нильсом Арне Эггеном оказали сильное влияние на норвежский футбол. Норвежские клубы в целом много работали без мяча, играли в зональную оборону и сосредотачивались на быстрых контратаках. Идея играть через длинные пасы от защиты, однако, в последующие годы вышла из моды в Норвегии.

## Статистика

### Матчи Ульсена за сборную Норвегии
| Матчи Ульсена за сборную Норвегии | Матчи Ульсена за сборную Норвегии | Матчи Ульсена за сборную Норвегии | Матчи Ульсена за сборную Норвегии | Матчи Ульсена за сборную Норвегии | Матчи Ульсена за сборную Норвегии   |
| --------------------------------- | --------------------------------- | --------------------------------- | --------------------------------- | --------------------------------- | ----------------------------------- |
| №                                 | Дата                              | Соперник                          | Счёт                              | Голы Ульсена                      | Соревнование                        |
| 1                                 | 11 октября 1964                   | Дания                             | 0:2                               | —                                 | Чемпионат Северной Европы 1964—1967 |
| 2                                 | 8 ноября 1964                     | Люксембург                        | 2:0                               | —                                 | Чемпионат мира 1966 (отбор)         |
| 3                                 | 11 ноября 1964                    | Франция                           | 0:1                               | —                                 | Чемпионат мира 1966 (отбор)         |
| 4                                 | 19 мая 1965                       | Таиланд                           | 7:0                               | —                                 | Товарищеский матч                   |
| 5                                 | 13 мая 1970                       | Чехословакия                      | 0:2                               | —                                 | Товарищеский матч                   |
| 6                                 | 17 июня 1970                      | Финляндия                         | 2:0                               | —                                 | Чемпионат Северной Европы 1968—1971 |
| 7                                 | 20 июля 1970                      | Исландия                          | 0:2                               | —                                 | Товарищеский матч                   |
| 8                                 | 13 сентября 1970                  | Швеция                            | 2:4                               | —                                 | Чемпионат Северной Европы 1968—1971 |
| 9                                 | 23 сентября 1970                  | Дания                             | 1:0                               | —                                 | Чемпионат Северной Европы 1968—1971 |
| 10                                | 7 октября 1970                    | Венгрия                           | 1:3                               | —                                 | Чемпионат Европы 1972 (отбор)       |
| 11                                | 11 ноября 1970                    | Франция                           | 1:3                               | —                                 | Чемпионат Европы 1972 (отбор)       |
| 12                                | 15 ноября 1970                    | Болгария                          | 1:1                               | —                                 | Чемпионат Европы 1972 (отбор)       |
| 13                                | 21 июля 1971                      | Англия (люб.)                     | 2:1                               | —                                 | Товарищеский матч                   |
| 14                                | 8 августа 1971                    | Швеция                            | 0:3                               | —                                 | Чемпионат Северной Европы 1968—1971 |
| 15                                | 25 августа 1971                   | Финляндия                         | 1:1                               | —                                 | Чемпионат Северной Европы 1968—1971 |
| 16                                | 27 октября 1971                   | Венгрия                           | 0:4                               | —                                 | Чемпионат Европы 1972 (отбор)       |

Итого: 16 матчей / 0 голов; 5 побед, 2 ничьи, 9 поражений.

## Личная жизнь
Ульсен был членом Рабочей коммунистической партии Норвегии. Он также известен широкими познаниями в географии, в 2002 году была опубликована книга фактов «Drillos Verden» (рус. Мир Дрилло) издательским домом Эрлинга Кагге «Kagge Forlag».